# Індія та Рух неприєднання

Держави-члени та держави-спостерігачі Руху неприєднання (станом на квітень 2022)

Індія була однією із засновниць Руху неприєднання. Для цієї держави концепція неприєднання почалася як політика неучасті у військових справах двополярного світу та в контексті колоніалізму, спрямована на оптимальне залучення через багатополярну участь у досягненні миру та безпеки. Це означало, що країна повинна мати змогу зберегти певну свободу дій на міжнародному рівні. Не існувало чіткого визначення неприєднання, що вказувало на те, що цей термін тлумачився по-різному різними політиками та урядами, а також змінювався в різних контекстах. Загальні цілі і принципи знайшли консенсус серед членів руху. Однак неприєднані країни рідко добивалися свободи відправлення правосуддя, якої вони бажали, а їхня фактична поведінка щодо таких цілей руху, як соціальна справедливість і права людини, у багатьох випадках не справдила надії. Дії Індії часто скидалися на дії блокових країн. Реакції неприєднаних країн під час воєн Індії в 1962, 1965 та 1971 виявили позиції Руху неприєднання в такому питанні, як сецесія. Неприєднані держави попри істотні спроби не зуміли виконати роль миротворців під час індо-китайської війни 1962 року та індо-пакистанської війни 1965 року. Відповідь Руху неприєднання на війну за незалежність Бангладеш і наступну індо-пакистанську війну 1971 року виявила, що більшість неприєднаних країн надають перевагу територіальній цілісності над правами людини, що можна пояснити коротким досвідом державності цього кола країн. Протягом цього періоду позиція Індії як неприєднаної країни ставилася під сумнів і піддавалася критиці. Джавахарлал Неру не хотів формалізації Руху неприєднання і жодна з неприєднаних держав не мала зобов'язань до взаємодопомоги. Міжнародне зростання таких країн, як Китай, також послаблювало стимули для неприєднаних країн проявляти солідарність з Індією.
Індія відігравала важливу роль у багатосторонніх рухах колоній і молодих держав, які хотіли взяти участь у Русі неприєднання. Місце країни в національній дипломатії, її значні розміри та економічний ріст перетворили Індію на одного з лідерів цього руху.

## Виноски
1. ↑  Ухвалена 1979 року Гаванська декларація уточнила мету Руху неприєднання: «національна незалежність, суверенітет, територіальна цілісність і безпека країн, що не приєдналися» в їхній «боротьбі проти імперіалізму, колоніалізму, неоколоніалізму, расизму і всіх форм іноземної агресії, окупації, панування, втручання чи гегемонії, а також проти великодержавної та блокової політики»[2]